# Acathrito iskenderia
Acathrito iskenderia är en tvåvingeart som först beskrevs av Zaitzev 1971.  Acathrito iskenderia ingår i släktet Acathrito och familjen stilettflugor. Inga underarter finns listade i Catalogue of Life.